# Moristel
Moristel es una variedad española de vid (Vitis vinifera) tinta. Otros nombres con los que es conocida son: concejón, juan Ibáñez, miguel de arcos y miguel del arco (o miguel d'arco). Es una variedad poco conocida. Es particularmente abundante en Huesca y Zaragoza, siendo autóctona de la zona aunque hay quien considera que es una variedad local de la monastrell. Tiene racimos de tamaño mediano y forma compacta. Las bayas son de tamaño mediano, forma cilíndrica y color azulado. Se ha usado tradicionalmente para mezclar con otras para aportar corpulencia y color. Actualmente también se elaboran vinos varietales con esta uva. 
Según la Orden APA/1819/2007, por la que se actualiza el anexo V, clasificación de las variedades de vid, del Real Decreto 1472/2000, de 4 de agosto, por el que se regula el potencial de producción vitícola, moristel, también conocida como juan ibáñez y concejón se considera variedad recomendada para la comunidad autónoma de Aragón; miguel del arco está autorizada en la misma comunidad autónoma. Es variedad principal en el Denominación de Origen Somontano, siendo autóctona de la zona. También se la encuentra como juan ibáñez en la Denominación de Origen Cariñena.
- Datos: Q3324130